# Мариковский, Александр Валерьевич
Александр Валерьевич Мариковский (укр. Олександр Валерійович Маріковський; род. 18 сентября 1982 года, Киев) — украинский экономист, общественный деятель.
Народный депутат Украины IX созыва.

## Биография
Окончил Киевский национальный университет имени Тараса Шевченко. Получил диплом магистра с отличием. Выпускник Украинской школы политических студий (2014).
Активный член ВОО «Автомайдан».
В 2015 году он основал ОО «Центр контент-анализа». Директор консалтингового агентства и IT-компании.
Мариковский был членом Общественного совета при Минприроды.
Действительный советник государственного секретаря Министерства информационной политики Украины.
Разработчик централизованной модели управления государственными коммуникациями GovVoice. Разработчик базы регистрации экологических проблем. Мариковский является экспертом по информационной политике, электронного управления, экологии, антикоррупционной политики.
5 мая 2023 избил представителя Российской делегации в Анкаре после попытки последнего вырвать флаг Украины.

## Политическая деятельность
Кандидат в народные депутаты от партии «Слуга народа» на парламентских выборах 2019 года, № 91 в списке. На время выборов: генеральный директор ООО «Медиатека», беспартийный. Проживает в Киеве.
Заместитель председателя Комитета Верховной Рады по вопросам экологической политики и природопользования.
Член Постоянной делегации в Парламентской ассамблее Организации Черноморского экономического сотрудничества.